# Hansa (flygplan)
Hansa var en serie olika flygplan som inköptes till Marinens Flygväsende (MF) under 1920-talet. Inget av flygplanen levererades från Hansa fabriken men på grund av att flygplanets grundkonstruktion härstammade från Hansa-Brandenburg W.29 kom hela serien av flygplan att benämnas Hansaepoken inom MF.   
Flygplanen konstruerades av Ernst Heinkel vid Caspar-Werke i Travemünde. Totalt använde MF 17 Hansaplan i olika versioner från ett flertal olika tillverkare. När Flygvapnet bildades 1926 överfördes 14 flygplan från MF, Flygvapnet köpte senare 40 Hansor av fem olika varianter. 
När Marinen visade intresse för att köpa in flygplanstypen hade Heinkel lämnat Hansa-Brandenburg och arbetade vid Caspar-Werke. Carl Clemens Bücker som fick Marinens uppdrag att undersöka möjligheterna för inköp av flygplan i Tyskland kontaktade Heinkel vid Caspar-Werke. I april 1921 for Bücker, Thor Lübeck och Tord Ångström till Caspar-Werke för diskussioner. Heinkel visade sin vidareutvecklade Hansa som var under tillverkning och offererade 13 april en försäljning av flygplanet. Ett kontrakt upprättades på prototypflygplanet samt en licensrätt där MF betalade 40 000 kronor för prototypen samt 3 000 för varje flygplan som tillverkades i Sverige. För att kringgå Versaillesfördragets förbud mot tillverkning av krigsmateriel kontaktade Bücker AB Hästholmsvarvet på Lidingö där montering av de utsmugglade delarna till prototypflygplanet genomfördes. Flygplanet som levererades i demonterat skick till Sverige 1921 benämndes Caspar S.I. Hästholmsvarvet klarade inte av monteringsarbetet, så Bücker bildade i september 1921 företaget Svenska Aero som blev svensk leverantör av flygplanet till MF. Monteringen vid Svenska Aero utfördes av Ernst Heinkel och några tyska montörer. Efter att flygplanet var sammansatt levererade marinen en Maybach Mb VIa motor till Svenska Aero vilken monterades in i flygplanet. Provflygningen genomfördes av Bücker 11 november 1921. På Bückers förslag beställdes i England en Supermarine Channel II försedd med en AS Puma motor på 240 hk för jämförande prov mellan flottörförsedda biplan och monoplan. De tänkta proven kom inte till stånd på grund av att Hansaflygplanet led av barnsjukdomar och Supermarine Channel-flygplanet havererade. 
Marinen beslöt att skaffa fler Hansaplan, de kom att tillverkas vid Torpeddepartementet vid flottans varv i Stockholm (TDS). Heinkel föreslog att vissa delar skulle tillverkas av Svenska Aero, men i realiteten tillverkades alla delar utom roder och flottörer i hemlighet av Caspar-Werke i Tyskland. Eftersom tillverkningen var utspridd på orterna Aalen, Lübeck och Travemünde för att undgå upptäckt av de allierade kontrollanterna av fredsfördraget blev det många och långa besiktningsresor för Tord Ångström. När delarna levererades skedde slutmonteringen vid TDS som även svarade för tillverkning av roder och flottörer. Det första flygplanet som färdigställdes vid TDS provflögs av Bücker 22 september 1922. I oktober 1922 beställdes ytterligare delar till sex flygplan från Svenska Aero, även dessa flygplan monterades vid TDS. Ett av flygplanen försågs på försök med en 240 hk Siddeley-Puma motor.
I september 1923 offererade Svenska Aero en omkonstruerad Hansa med ett nytt motorfundament i stål och en 360 hk Rolls-Royce Eagle IX-motor, MF beställde tre flygplan av typen, men Svenska Aero passade på att tillverka fyra flygplan och även det fjärde flygplanet köptes av MF under sommaren 1925. 1924 genomförde man de första jämförande proven med en Hansa utrustad med en Rolls-Royce Eaglemotor och en Fairey IIID. Proven utföll till Hansas fördel i fråga om sjövärdighet och flygegenskaper. För att hålla uppe sysselsättningen för personalen vid TDS inledde man tillverkning av en Hansa med Rolls-Royce-motor, licensavgiften 2 400 kronor betalades till Svenska Aero. Under hösten 1925 konstruerade Heinkel en tresitsig variant med en 360 hk Rolls-Royce, flygplanet gavs benämningen Heinkel HE 4. Efter flygutprovningen erbjöds MF via Svenska Aero att köpa Flygplanet. 
När Flygvapnet bildades 1 juli 1926 överfördes 14 Hansa-flygplan till det nybildade flygvapnet. År 1926 lanserade Heinkel ett motorstarkare alternativ med en Napier Lion-motor (Heinkel HE 5a) eller med en Bristol Jupiter-motor (Heinkel HE 5b). Varianten med Jupiter-motorn konstruerades av Heinkel med tanke på en försäljning till svenska flygvapnet. Flygstyrelsen beställde fyra HE 5b-flygplan från Svenska Aero i oktober 1926. Strax efter att flygplanen levererades till Roslagens flygflottilj beställdes ytterligare fem flygplan som var något modifierade. Eftersom behovet av flygplan var stort kom ordern att utökas med ytterligare fem flygplan. De första fem gavs benämningen S 5 medan de 10 modifierade flygplanen benämndes S 5A.  CFV levererade från 1928-1932 tolv licenstillverkade S 5A till flygvapnet. År 1931 levererade CVV en S 5B med en svensktillverkad Nohab-motor. Efter att flygplanet vidareutvecklades vid CVV där man försåg flygplanet med en modifierad framkropp, förbättrat stjärtparti, och bättre flottörer tillverkades nio flygplan vid CVV med benämningen S 5C. År 1937 levererades de sista fyra S 5D-flygplanen med en 675 hk Nohab-motor. Ett provexemplar av Svenska Aero SA-15 (S 8) beställdes, men ordern annullerades före leverans. 
När andra världskriget bröt ut fick kvarvarande Hansa-flygplan rycka in som stridsflygplan trots att typen var helt föråldrad. Trots flygplanets begränsningar sköts en tysk Heinkel He 111 ned av en Hansa på västkusten i april 1940. Det sista flygplanet användes som reservambulans fram till 1948.
Heinkels Hansa-variant kom att användas av flera flygvapen, HE 1, HE 2 och HE 9 var civilregistrerade på Severa, DVS och RDL men användes av tyska marinen. HE 4 såldes till Lettland, HE 5 till Sovjetunionen och HE 8 till Danmark och Jugoslavien. Ett antal länder däribland Finland, Norge och Japan använde Hansaflygplan i samarbete med Hansa-Brandenburg.

## Hansaplan vid Marinens Flygväsende
- Nr 31 Caspar S.I (Heinkel S.I), monterad av Svenska Aero, överförd till Flygvapnet 1926 som S 2, haveri 29 juni 1927
- Nr 32 Caspar S.I (Heinkel S.I), monterad av TDS, haveri 18 juni 1923
- Nr 33 Caspar S.I (Heinkel S.I), monterad av TDS, haveri 1 augusti 1923
- Nr 34 Caspar S.I (Heinkel S.I), monterad av TDS, haveri 28 maj 1926
- Nr 35 Heinkel S.I, monterad av TDS, överförd till Flygvapnet 1926 som S 2, haveri 9 augusti 1926
- Nr 36 Heinkel S.I, tillverkad av Svenska Aero monterad av TDS, överförd till Flygvapnet 1926 som S 2, haveri 28 juni 1927
- Nr 37 Heinkel S.I, tillverkad av Svenska Aero monterad av TDS, överförd till Flygvapnet 1926 som S 2, kasserad maj 1931
- Nr 38 Heinkel S.I, tillverkad av Svenska Aero monterad av TDS, överförd till Flygvapnet 1926 som S 2, haveri 1 juni 1927
- Nr 39 Heinkel S.I, tillverkad av Svenska Aero monterad av TDS, överförd till Flygvapnet 1926 som S 2, haveri 6 oktober 1926
- Nr 40 Heinkel S.I, tillverkad av Svenska Aero monterad av TDS, överförd till Flygvapnet 1926 som S 2, haveri 18 september 1929
- Nr 41 Heinkel S.I, tillverkad av Svenska Aero monterad av TDS, överförd till Flygvapnet 1926 som S 2, kasserad maj 1931
- Nr 42 Heinkel S.II, tillverkad och monterad av Svenska Aero, överförd till Flygvapnet 1926 som S 3, haveri 28 juli 1926
- Nr 43 Heinkel S.II, tillverkad och monterad av Svenska Aero, överförd till Flygvapnet 1926 som S 3, haveri 27 september 1933
- Nr 44 Heinkel S.II, tillverkad och monterad av Svenska Aero, överförd till Flygvapnet 1926 som S 3, kasserad juni 1935
- Nr 45 Heinkel S.II, tillverkad och monterad av Svenska Aero, överförd till Flygvapnet 1926 som S 3, haveri 17 juli 1932
- Nr 46 Heinkel S.II, tillverkad och monterad av TDS, överförd till Flygvapnet 1926 som S 3, kasserad juni 1935
- Nr 47 Heinkel HE 4, tillverkad och monterad av Heinkel-Werke i Warnemünde, överförd till Flygvapnet 1926 som S 4, kasserad oktober 1931
- Av de havererade flygplanen Nr 42 och Nr 35 byggdes ett nytt flygplan 1927 som gavs Nr 242, det kasserades i oktober 1934.

## Hansaplan inköpta avFlygvapnet
- S 5, Heinkel HE 5, fyra ex inköpta 1927 från Svenska Aero
- S 5A, Heinkel HE 5t, tio ex inköpta 1928 från Svenska Aero, tolv inköpta 1929-1931 från CFV
- S 5B, Heinkel HE 5t, ett ex inköpt 1934 från CVV
- S 5C, Heinkel HE 5t TB, nio ex inköpta 1935-1936 från CVV
- S 5D, Heinkel HE 5t TB, fyra ex inköpta 1937 från CVV

## Namngivningen
Inget av flygplanen som fanns vid MF eller Flygvapnet var tillverkat av Hansa-Brandenburg men trots det kallades de för Hansa, och flygplanen har olika namn beroende på vilken källa man studerar, MF angav flygplanen med Hansa-typnummer, Flygvapnet angav sitt S nummer. Dessutom förekom mindre officiella namn som Rolls-Hansa och Maybach-Hansa.
- Heinkel HE 1, Caspar S.I, Heinkel S.I, Hansa typ 31, S 2
- Heinkel HE 2, Heinkel S.II, Hansa typ 42, S 3
- Heinkel HE 4, Hansa typ 47, S 4
- Heinkel HE 5, S 5